# Höfleinmoor
Höfleinmoor este o arie protejată (arie specială de conservare — SAC, sit de importanță comunitară — SCI) din Austria întinsă pe o suprafață de 6 ha, integral pe uscat.

## Localizare
Centrul sitului Höfleinmoor este situat la coordonatele 46°34′36″N 14°23′45″E / 46.5767°N 14.3958°E.

## Înființare
Situl Höfleinmoor a fost declarat sit de importanță comunitară în februarie 2002 pentru a proteja 1 specie de plante și 11 specii de animale. Situl a fost protejat și ca arie specială de conservare în martie 2008.

## Biodiversitate
Situată în ecoregiunea alpină, aria protejată conține 6 habitate naturale: Liziere de ierburi înalte hidrofile de câmpie și de nivel montan până la alpin, Turbării active, Mlaștini turboase de tranziție și turbării mișcătoare, Depresiuni pe substraturi de turbă de Rhynchosporion, Mlaștini alcaline, Mlaștini împădurite.
La baza desemnării sitului se află mai multe specii protejate:
- plante (1): Hamatocaulis vernicosus
- păsări (5): barză neagră (Ciconia nigra), ciocănitoare neagră (Dryocopus martius), ciuf-pitic (Otus scops), viespar (Pernis apivorus), ciocănitoare verzuie (Picus canus)
- amfibieni (2): izvoraș-cu-burta-galbenă (Bombina variegata), Triturus carnifex
- mamifere (4): liliac cârn (Barbastella barbastellus), liliac cărămiziu (Myotis emarginatus), liliac comun (Myotis myotis), liliacul mic cu potcoavă (Rhinolophus hipposideros)

Pe lângă speciile protejate, pe teritoriul sitului au mai fost identificate 6 specii de plante, 3 specii de amfibieni.